# Manquehue (estación)
Manquehue es una estación ferroviaria que forma parte de la red del Metro de Santiago de Chile. Se encuentra subterránea, entre las estaciones Escuela Militar y Hernando de Magallanes de la misma línea. Se ubica en Avenida Apoquindo con Manquehue, en la comuna de Las Condes. Fue entregada para su uso al público el 7 de enero de 2010.

## Entorno y características
Planificada para servir de transbordo para los servicios por Avenida Las Condes, como así también para descongestionar a la estación Escuela Militar, la estación es la más amplia de la extensión a Los Dominicos con una superficie de 8.100 m², debido al gran flujo de pasajeros que transbordan para seguir a destinos ubicados en Avenida Las Condes, como así también a la comuna de Lo Barnechea. La estación posee una afluencia diaria promedio de 68 174 pasajeros.
En su entorno se ubica el centro comercial Apumanque, un supermercado Líder, un supermercado Unimarc, una clínica Integramédica, el Colegio Adventista Las Condes, el Colegio Compañía de María Apoquindo y más al sur, cerca de Avenida Cristóbal Colón, se encuentran los estudios de Chilefilms y los ex estudios La Red.
Se planeaba la construcción de la estación intermodal Manquehue del tranvía de Las Condes para 2020 pero el proyecto fue descartado en 2018.

### Accesos
| Acceso | Intersección                          |
| ------ | ------------------------------------- |
| A      | Av. Apoquindo con Rosario Norte       |
| B      | Av. Apoquindo con O'Connell           |
| C      | Av. Apoquindo con Av. Manquehue Norte |
| D      | Av. Apoquindo con Av. Manquehue Sur   |
| E      | Av. Apoquindo con Mar de los Sargazos |
| F      | Av. Apoquindo con Rosario Sur         |

## Origen etimológico
"Manquehue" hace referencia a la avenida del mismo nombre que se interseca con Apoquindo en el sector de la estación. Corresponde a la ortografía hispanizada de una palabra mapudungun que significa "lugar de cóndores".

## Galería

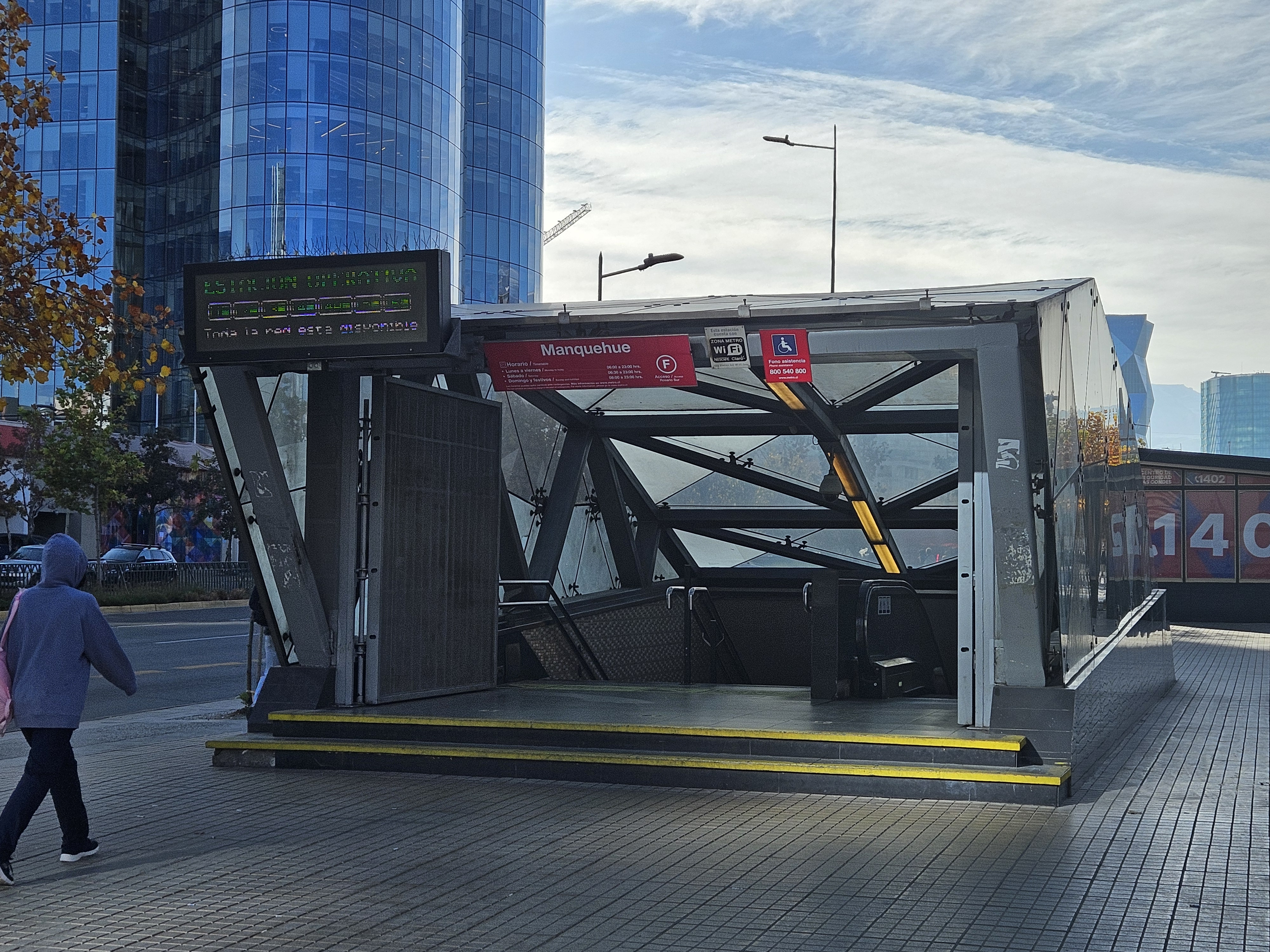
Acceso surponiente a la estación
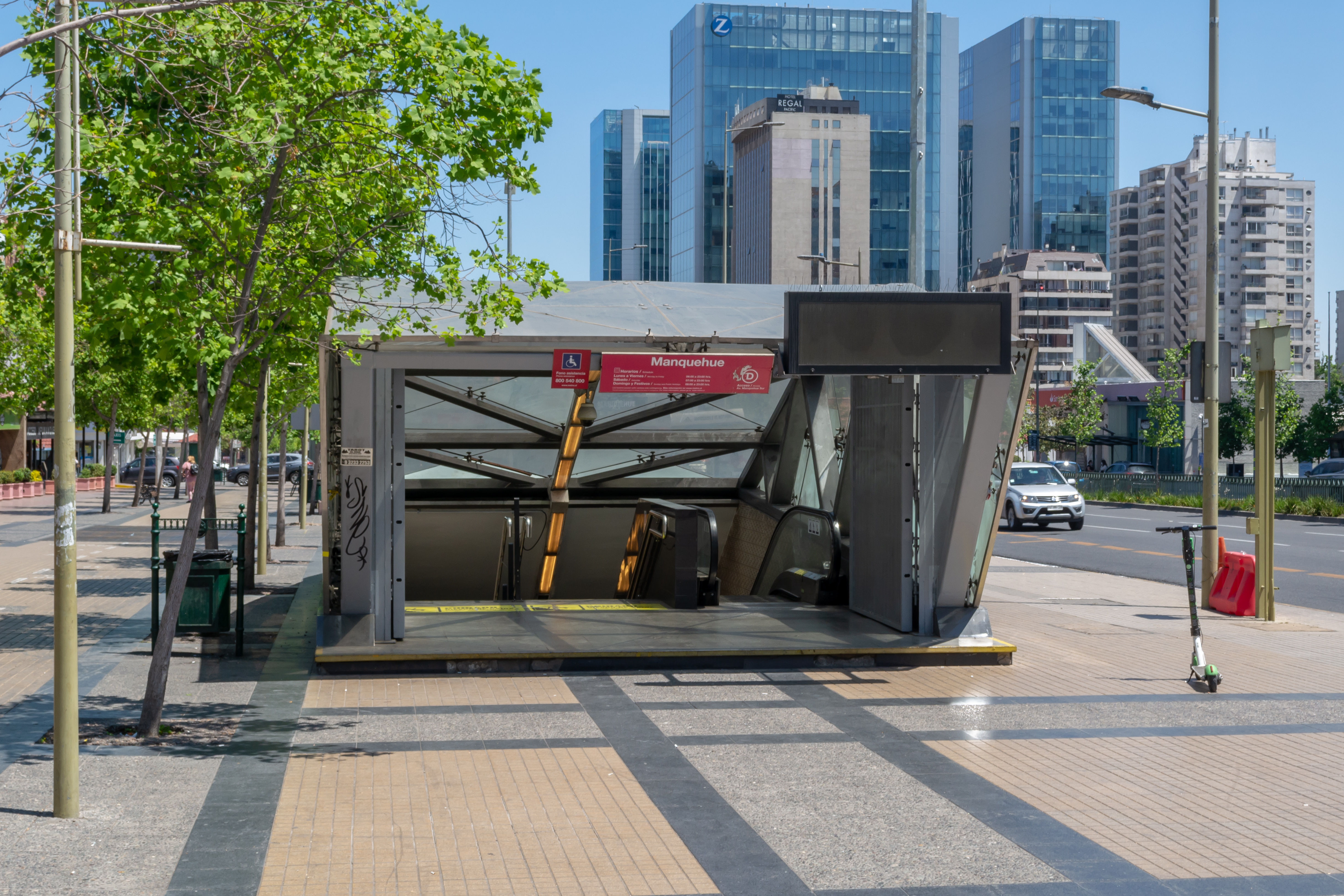
Acceso suroriente a la estación
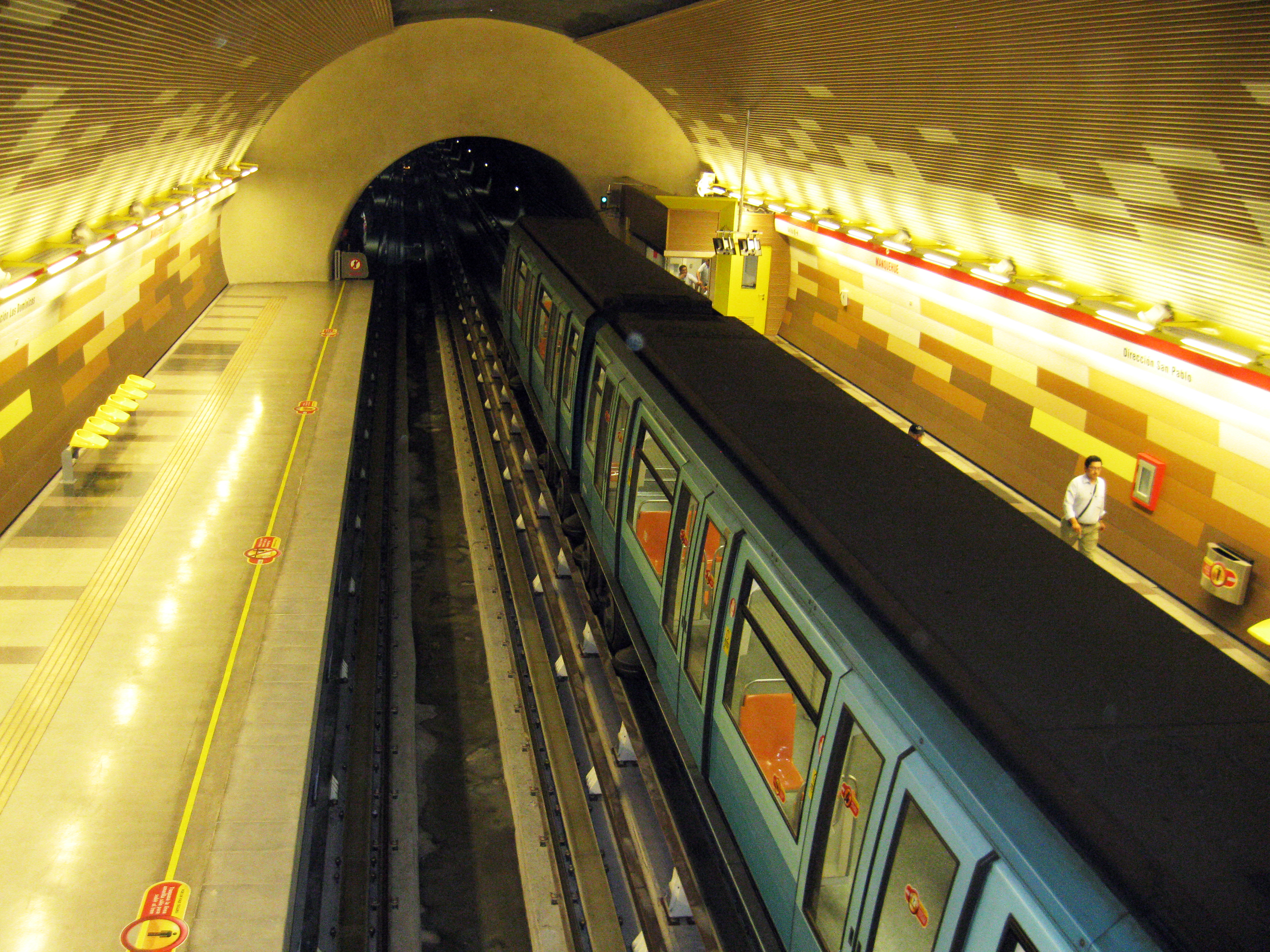
Interior de la estación
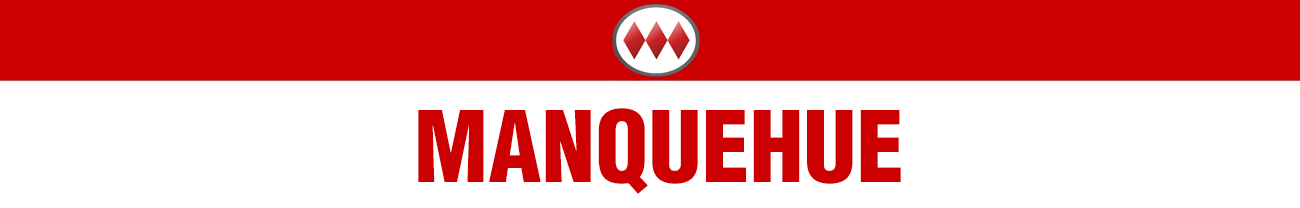
Cenefa utilizada actualmente en los andenes

## Conexión con Red Metropolitana de Movilidad
La estación posee 9 paraderos de la Red Metropolitana de Movilidad en sus alrededores, los cuales corresponden a:
| Paradero/ Código                    | Recorridos |
| ----------------------------------- | --- |
| Parada 1 / Metro Manquehue (PC105)  | 216 (Pablo de Rokha) - 415e (Metro Manquehue) - 417e (Metro Manquehue) - C07 (Metro Francisco Bilbao) |
| Parada 2 / Metro Manquehue (PC378)  | 417e (Maipú) |
| Parada 3 / Metro Manquehue (PC164)  | 401 (Las Condes) - 401c (Las Condes) - 407 (Las Condes) - 421 (San Carlos de Apoquindo) - C02 (San Carlos de Apoquindo) |
| Parada 4 / Metro Manquehue (PC1066) | 406 (Cantagallo) - 406c (Av. El Rodeo) - 426 (La Dehesa) - 430 (La Dehesa) - C01 (Cerro 18) - C01c (Plaza San Enrique) - C19 (Valle de La Dehesa) - C28 (Los Bravos) |
| Parada 5 / Metro Manquehue (PC1065) | 415e (Metro Pudahuel) |
| Parada 6 / Metro Manquehue (PC373)  | 415e (Fin del recorrido) - 417e (Fin del recorrido) |
| Parada 7 / Metro Manquehue (PC178)  | 401 (Maipú) - 401c (Metro Escuela Militar) - 406 (Pudahuel) - 406c (Metro Escuela Militar) - 407 (Enea) - 421 (Maipú) - 426 (Pudahuel) - 430 (Quilicura) - C01 (Metro Francisco Bilbao) - C01c (Metro Escuela Militar) - C02 (Metro Escuela Militar) - C19 (Metro Escuela Militar) - C28 (Metro Escuela Militar) |
| Parada 8 / Metro Manquehue (PC177)  | 401 (Maipú) - 401c (Metro Escuela Militar) - 406 (Pudahuel) - 406c (Metro Escuela Militar) - 407 (Enea) - 421 (Maipú) - 426 (Pudahuel) - 430 (Quilicura) - C01 (Metro Francisco Bilbao) - C01c (Metro Escuela Militar) - C02 (Metro Escuela Militar) - C19 (Metro Escuela Militar) - C28 (Metro Escuela Militar) |
| Parada 9 / Metro Manquehue (PC179)  | 401 (Maipú) - 401c (Metro Escuela Militar) - 406 (Pudahuel) - 406c (Metro Escuela Militar) - 407 (Enea) - 421 (Maipú) - 426 (Pudahuel) - 430 (Quilicura) - C01 (Metro Francisco Bilbao) - C01c (Metro Escuela Militar) - C02 (Metro Escuela Militar) - C19 (Metro Escuela Militar) - C28 (Metro Escuela Militar) |